# Liste der Baudenkmäler in Kelheim
Auf dieser Seite sind die Baudenkmäler in der niederbayerischen Stadt Kelheim zusammengestellt. Diese Tabelle ist eine Teilliste der Liste der Baudenkmäler in Bayern. Grundlage ist die Bayerische Denkmalliste, die auf Basis des Bayerischen Denkmalschutzgesetzes vom 1. Oktober 1973 erstmals erstellt wurde und seither durch das Bayerische Landesamt für Denkmalpflege geführt wird. Die folgenden Angaben ersetzen nicht die rechtsverbindliche Auskunft der Denkmalschutzbehörde.

## Ensembles

### Ensemble Altstadt Kelheim

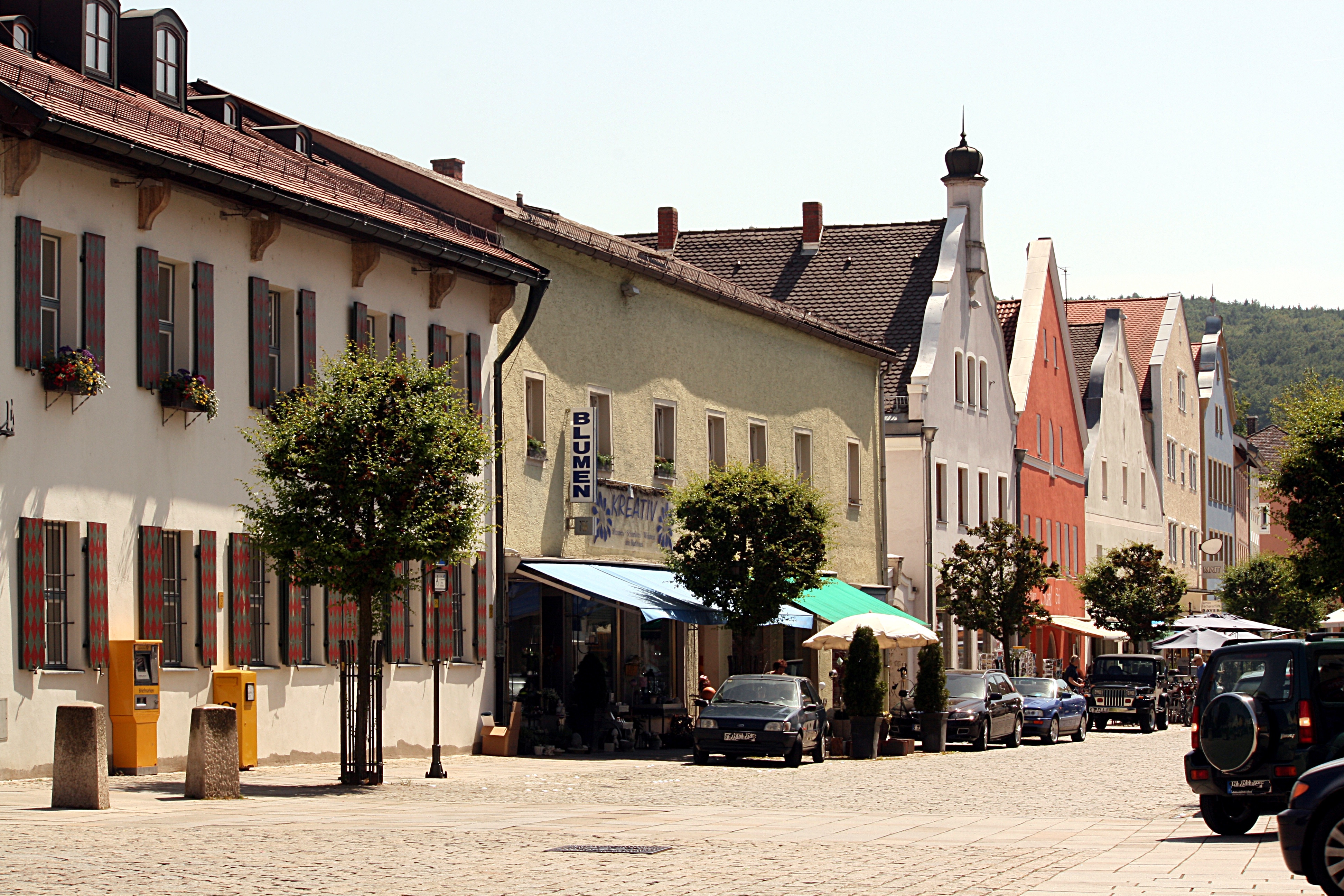

Das Ensemble umschließt die hochmittelalterliche Stadtgründung Kelheim in der Ausdehnung ihres nahezu quadratischen, planmäßigen Grundrisses mit ihren ehemaligen Befestigungsanlagen. Die Altstadt Kelheim liegt im Mündungsdreieck der Altmühl in die Donau, auf dem Landkeil zwischen beiden Flüssen, von diesen im Norden, Süden und Osten geschützt. Als die bayerischen Herzöge im 13. Jahrhundert im Zuge ihrer Territorial- und Städtepolitik diese topographisch ebenso unvergleichliche wie strategisch bedeutsame Situation für eine Stadtgründung nutzten, führten sie Siedlungskontinuitäten in diesem Raum weiter, die in der Vorgeschichte ihren Anfang nahmen. In spätkeltischer Zeit erstreckte sich über das Plateau des Michelsbergs das oppidum Alkimoenis, das sich durch seine Größe und seine Eisenproduktion auszeichnete; der 3,5 km lange Begrenzungswall im Westen hat sich bis zur Gegenwart erhalten. In römischer Zeit lag der Kelheimer Raum an der Altmühlmündung im Vorfeld der Limesbefestigung und des Kastells Albusina (Eining). Urkundlich wurde „Cheleheim“ zwischen 865 und 885 erstmals erwähnt. Bereits im 11. Jahrhundert ist hier ein Markt überliefert, 1045 als „forum“ bezeichnet, der als „Alter Markt“ in die spätere Gründungsstadt einbezogen wurde. Der kleine Rechteckplatz, in den vier Gassen einmünden, geriet dabei in eine Randlage in der Südostecke der Stadt und konnte hier weitgehend seinen Eigencharakter bewahren; deutlich zeigt sich dies bei einigen Häusern am Platz und in den anschließenden Gassen, die sich dem Rechtwinkelsystem der Stadtanlage des 13. Jahrhunderts entziehen. Der Alte Markt war auf die bereits um 1000 bestehende Burg bei der Wöhrdkirche an der Donau bezogen, deren Turmstumpf noch im heutigen Komplex des Landratsamtes steckt. Die Burg war im 12. Jahrhundert, schon vor der Belehnung mit dem Herzogtum, eine der wichtigsten Burgen der Wittelsbacher. Auf einer Insel zwischen dem Strom und einem kleinen Nebenarm gelegen, bestand über eine Donaubrücke Verbindung zum Alten Markt und zum südlichen Ufer. Die spätromanische Ottokapelle über dem alten Donautor an der Südseite des Alten Marktes ließ Herzog Otto der Erlauchte zum Gedenken an seinen Vater Herzog Ludwig den Kelheimer, der auf der Donaubrücke ermordet worden war, hier errichten. Die Kapelle und der angeschlossene, im Kern mittelalterliche Trakt des Johannisspitals prägen zusammen mit einigen altertümlichen kleinen Jurahäusern diesen historischen, abseits des späteren baulichen Geschehens gelegenen Platz. Außerhalb des Beringes blieb nicht nur die Burg, sondern auch ältere Siedlungsteile, wie der Ort Gmünd am nördlichen Altmühlufer, im Westen Oberkelheim und im Osten Niederdorf. Die planmäßige Anlage der Stadt mit ihrem kreuzförmigen Straßenmarkt erfolgte im späteren 13. Jahrhundert unter Heinrich XIII. als Neukonzeption einer sicher schon zuvor stadtähnlichen Siedlung. Das seitlich versetzte neuere Donautor wurde Bezugspunkt für das Straßenkreuz. Für die etwa gleich großen Stadtviertel und die castrumartige Befestigung musste erst das Terrain zur Hochwassersicherung künstlich aufgeschüttet werden, wobei der kleine Bezirk des Alten Marktes deutlich unterhalb des neuen Niveaus blieb. Die dominierende Achse des Straßenkreuzes ist die süd-nördliche, die platzmäßige Breite hat, im Zug des Donauübergangs liegt und sich vom Donau- bis zum Altmühltor erstreckt, hinter welchem sie auch die Altmühl noch überquert. Außerhalb der Stadt und jenseits der beiden Flüsse verzweigt sich dieser Straßenzug in die Richtungen Regensburg, Abensberg, Weltenburg bzw. Riedenburg und Hemau. Die West-Ost-Achse der Stadt teilt den Süd-Nord-Zug senkrecht in der Mitte, so dass vier annähernd gleich große Stadtviertel entstehen. Sie ist in ihrem Ostteil breiter als im westlichen, der bis zum Mittertor reicht, und von stattlicheren Bauten eingefasst; dieser Bereich besaß wohl die Funktion des eigentlichen Marktplatzes der Stadt, zumal er auch keinen Durchgangsverkehr aufnehmen musste, da die Ostseite der Stadt nie ein Tor besaß. Im Kreuzungspunkt der beiden Hauptachsen befand sich bis 1824 das Rathaus der Stadt, während die Pfarrkirche St. Marien (der bestehende spätgotische Bau stammt aus dem 15. Jahrhundert, die Erweiterungen mit dem Turm aus dem 19. Jahrhundert) an einem vom Markt- und Straßenverkehr wenig berührten Platz im Nordostviertel, dennoch nahe beim Markt, liegt. Die beiden Hauptstraßenzüge sind geschlossen mit zwei- bis dreigeschossigen bürgerlichen, in der Regel giebelständigen Wohnhäusern meist des 17. bis 19. Jahrhunderts bebaut, die älteren behäbig breit, mit zum Teil geschweiften Vorschussgiebeln vor den Flachsatteldächern der typischen Jurahäuser, zuweilen auch mit barocken Putzgliederungen. An den Enden der Achsen schließen die Torhäuser die Straßenräume jeweils wirkungsvoll zusammen. Das 19. Jahrhundert hat durch die Walmdach-Eckbauten am Beginn der Altmühlstraße, durch die in die Westseite der Altmühlstraße eingebundene evangelische Kirche von 1888, durch das Knabenschulhaus am Ostende des Ludwigsplatzes und durch die Königs-Denkmäler auf dem Platz eigene, das Stadtbild bereichernde Akzente gesetzt. In den Nebengassen, welche die vier Viertel der Stadt, mit Ausnahme des Alten Marktes, im rechten Winkel erschließen, ist die Bebauung spürbar abgestuft, meist auch mit Gärten durchsetzt. Neben den zum Teil nur erdgeschossigen, malerischen Jurahäusern ragen umso markanter die ehemaligen herzoglichen Anlagen des Herzogskastens und des Weißen Bräuhauses sowie der 1260 vom Herzog gestiftete Spitaltrakt heraus. Den Rang eines Hauptortes oder einer bayerischen Herzogsstadt hatte Kelheim bald nach der Gründung infolge der Ermordung Herzog Ludwigs auf der Kelheimer Donaubrücke 1231 verloren; sein Sohn Otto wandte sich von der Stadt ab. Sie gewann aber im 19. Jahrhundert neue Bedeutung, als sie durch den Bau des Ludwig-Donau-Main-Kanals, seit 1836, Einfahrtstor in den Kanal wurde. Darüber hinaus wurde mit dem Bau der Befreiungshalle auf dem Michelsberg seit 1842 durch König Ludwig I. ein mächtiges Denkmal gesetzt, das seitdem das Stadtbild Kelheims beherrscht. Störungen im Ensemble durch schlecht gestaltete Neubauten: Donaustraße 17, 19, 25, 27, Ludwigstraße 4, 8, Ludwigsplatz 7. Aktennummer: E-2-73-137-1.

### Ensemble Oberkelheim
Das Ensemble umschließt das Fischerdorf Oberkelheim am Südostfuß des Michelsbergs in den Grenzen seiner mittelalterlichen Ausdehnung um einen romanischen Siedlungskern. Das Mündungsdreieck von Altmühl und Donau, durch den Michelsberg im Westen begrenzt, war bereits in frühgeschichtlicher und römischer Zeit aufgrund seiner strategischen und verkehrspolitisch bedeutsamen Situation erschlossen. Erstmals im 9. Jahrhundert wurde „Chelehaim“ im Zusammenhang mit Schenkungen an das Kloster St. Emmeram in Regensburg genannt. Bis zum 11. und 12. Jahrhundert hatten sich rechts und links der Altmühlmündung Schwerpunkte der Besiedelung herausgebildet, deren Grundriss-Strukturen zum Teil noch ablesbar sind. Um 1170 wurde bereits zwischen Ober- und Unterkelheim unterschieden. Zu diesem Zeitpunkt befand sich am Fuß des Michelsbergs ein befestigter, herzoglicher Meierhof, dessen Grundmauern beim Bau der Franziskanerkirche und der Klosteranlage 1461 verwendet wurden. Die romanische Michaelskirche blieb auch nach der planmäßigen Stadtgründung im 13. Jahrhundert bis ins hohe Mittelalter die sogenannte alte Pfarrkirche. Die Fischersiedlung bei St. Michael war außerdem durch einen Seitenarm der Altmühl geschützt, der vermutlich durch den heutigen Straßenzug der Fischergasse und Löwengrube geleitet war. Eine hölzerne Brücke in Verlängerung des Kirchensteigs bildete die Verbindung zur Stadt. Michaelskirche und Franziskanerkirche überragen eindrucksvoll die niederen Fischer- und Handwerkerhäuser, unter denen sich noch einige in herkömmlicher Jura-Bauweise erhalten haben. Die Mehrzahl der Gebäude steht giebelständig zum gewundenen Straßenzug, mit teilweise tiefen Parzellen nachgeordneter Hausgärten. Die Einführung des Ludwigskanals in die Donau um 1840 und die Einbeziehung in die Stadtanlage als Vorstadt haben hier allerdings den dörflichen Charakter bereits verändert und durch einzelne, die vorhandene Maßstäblichkeit sprengende Neubauten Störungen des Ensembles verursacht. Aktennummer: E-2-73-137-2.

## Stadtbefestigung
| Lage | Objekt                                                                       | Beschreibung | Akten-Nr.               | Bild                                                  |
| --- | ---------------------------------------------------------------------------- | --- | ----------------------- | ----------------------------------------------------- |
| Altmühlstraße 25 (Standort) | Altmühltor                                                                   | Torturm der Stadtbefestigung mit Pyramidendach, Turm bis zur halben Höhe im Hausverbund, darüber freistehend, zu beiden Seiten spitzbogiger Durchlass, zweite Hälfte 13. Jahrhundert | D-2-73-137-11 Wikidata  | weitere Bilder                                        |
| (Standort) | Stadtgraben                                                                  | Bestandteil der Stadtbefestigung, gebildet durch Ableitungen der Altmühl, angelegt im 13./14. Jahrhundert Schleifergraben, in Nord-Süd-Richtung (Hafnergasse 26 bis Alleestraße 7a) parallel zur Alleestraße, leicht schräge Böschung aus gemauerten Quadern, erste Hälfte 19. Jahrhundert, Steinbrücke bei Lederergasse 2, bezeichnet „1885“ Sogenannte Kleine Donau, in Ost-West-Richtung (Stadtknechtstraße 10 bis Wittelsbachergasse 14) parallel zur Bahnhofstraße, mit schräger Sandböschung Bräugraben, in Nord-Süd-Richtung, parallel zur Emil-Ott-Straße und südlichem Abschnitt der Matthias-Kraus-Gasse, bei Wittelsbachergasse 14 Übergang in die kleine Donau, bei Matthias-Kraus-Gasse 35 Übergang in Teichanlage, mit schräger Sandböschung, zum Teil von Brauereigebäuden überbaut (bei Emil-Ott-Straße 1-3) Altmühlarm, in Ost-West-Richtung, parallel zur Hafnergasse und westlicher Matthias-Kraus-Gasse, (Hafnergasse 26 bis Matthias-Kraus-Gasse 27), unterirdisch verrohrt | D-2-73-137-1 Wikidata   | BW                                                    |
| Emil-Ott-Straße 9 (Standort) | Teile der Stadtmauer mit Rest des Südostturms                                | 13. Jahrhundert, im 19. Jahrhundert durch bemalten Holzpavillon ergänzt | D-2-73-137-45 Wikidata  | Teile der Stadtmauer mit Rest des Südostturms         |
| Hafnergasse 14 (Standort) | Zugehörig Teile der Stadtmauer                                               | 13. Jahrhundert | D-2-73-137-181 Wikidata | BW                                                    |
| Hafnergasse 18 (Standort) | Zugehörig Teile der Stadtmauer                                               | 13. Jahrhundert, nachqualifiziert | D-2-73-137-181 Wikidata | BW                                                    |
| Hafnergasse 20 (Standort) | Zugehörig Teile der Stadtmauer                                               | 13. Jahrhundert, nachqualifiziert | D-2-73-137-181          | BW                                                    |
| Emil-Ott-Straße 9, Hafnergasse, Hafnergasse 22, 24, 26, Lederergasse 14, Matthias-Kraus-Gasse 7, 31, 33, 35, 37, 41, Stadtgrabengasse 1, Stadtknechtstraße, Stadtknechtstraße 14, Torhausplatzl, Wittelsbachergasse 8, 10, 12 (Standort) | Stadtbefestigung                                                             | Ausgebaut im 13. und 14. Jahrhundert, Ringmauer mit Türmen, drei Tortürmen und Stadtgraben (barocke Befestigungsanlagen nicht erhalten), unregelmäßiges Bruchsteinmauerwerk, nach oben vertreppend und mit Schießscharten versehen, erkennbar im Abschnitt nördlich Mittertor (Stadtgrabengasse 1–3), Mauerreste vor allem im Norden (bei Hafnergasse 14, 16, 18, 20) und im Osten (bei Matthias-Kraus-Gasse 35, 37, 39, Kirchplatz 2, Emil-Ott-Straße 9), sowie im Süden (Wittelsbachergasse 4, 6, 8, 10, 12, 14), ehemalige Stadtmauer als Hausrückwand bei Hafnergasse 26, bei Matthias-Kraus-Gasse 35, Emil-Ott-Straße 9 (Hofgebäude), Wittelsbachergasse 6, Lederergasse 38, von den Mauertürmen sind vier erhalten, daneben existieren noch zwei Turmreste (bei Kirchplatz 1 und Emil-Ott-Straße 9), sowie Ansätze eines Rundturms bei Hafnergasse 26 Erasmusturm (Matthias-Kraus-Gasse 35), später Chorturm der 1803 abgebrochenen Erasmuskirche, über quadratischem Grundriss mit Pyramidendach und Eckquaderungen, ansonsten verputzt, 13. Jahrhundert, Dachstuhl bezeichnet „1836“ Bürgerturm (Stadtknechtstraße 14), Eckturm der Stadtbefestigung, später bürgerliches Gefängnis und Wohnung des Stadtknechts, über quadratischem Grundriss mit Pyramidendach, gedrungene Form, putzsichtig, 13. Jahrhundert Ledererturm (Lederergasse 14), über quadratischem Grundriss mit Pyramidendach, hervortreppender Kniestock, verputzt mit sichtbaren Eckquaderungen, 13./14. Jahrhundert Schleiferturm (Stadtknechtstraße 3), Batterieturm, seit 1931 Kriegerdenkmal, aus den Resten des alten Herzogsschlosses errichtet, ohne bauliche Verbindung zur Stadtmauer, massiver Rundbau mit Kegeldach, mit zum Teil sichtbaren Buckelquadern und Rundfenstern, 1476–1486 | D-2-73-137-181 Wikidata | Stadtbefestigung                                      |
| Kirchplatz, bei Nr. 2 (Standort) | Reste der Stadtmauer                                                         | 13. Jahrhundert | D-2-73-137-181 Wikidata | BW                                                    |
| Lederergasse 14 (Standort) | Ledererturm, Wehrturm der ehemaligen Stadtbefestigung                        | 13./14. Jahrhundert | D-2-73-137-181 Wikidata | Ledererturm, Wehrturm der ehemaligen Stadtbefestigung |
| Ludwigstraße 11 (Standort) | Mittertor, Torturm der ehemaligen Stadtbefestigung                           | Mit Pyramidendach, spitzbogiger Durchlass, gotisch, 13. Jahrhundert, Umbau im 19. Jahrhundert | D-2-73-137-102 Wikidata | weitere Bilder                                        |
| Matthias-Kraus-Gasse 21, 33 (Standort) | Stadtgraben, Bestandteil der Stadtbefestigung                                | Gebildet durch Ableitungen der Altmühl, angelegt im 13./14. Jahrhundert Schleifergraben, in Nord-Süd-Richtung (Hafnergasse 26 bis Alleestraße 7a) parallel zur Alleestraße, leicht schräge Böschung aus gemauerten Quadern, erste Hälfte 19. Jahrhundert, Steinbrücke bei Lederergasse 2, bezeichnet „1885“ Sogenannte Kleine Donau, in Ost-West-Richtung (Stadtknechtstraße 10 bis Wittelsbachergasse 14) parallel zur Bahnhofstraße, mit schräger Sandböschung Bräugraben, in Nord-Süd-Richtung, parallel zur Emil-Ott-Straße und südlicher Abschnitt der Matthias-Kraus-Gasse, bei Wittelsbachergasse 14 Übergang in die kleine Donau, bei Matthias-Kraus-Gasse 35 Übergang in Teichanlage, mit schräger Sandböschung, zum Teil von Brauereigebäuden überbaut (bei Emil-Ott-Straße 1-3) Altmühlarm, in Ost-West-Richtung, parallel zur Hafnergasse und westlicher Matthias-Kraus-Gasse, (Hafnergasse 26 bis Matthias-Kraus-Gasse 27), unterirdisch verrohrt | D-2-73-137-1 Wikidata   | BW                                                    |
| Matthias-Kraus-Gasse 35 (Standort) | Angebautes Wohnhaus                                                          | Zweieinhalbgeschossiger Mansardwalmdachbau mit Blendnische, 1803 aus dem Umbau der ehemaligen Erasmuskapelle hervorgegangen, Umfassungsmauern noch 14. und 16./17. Jahrhundert Erasmusturm, Wehrturm der ehemaligen Stadtbefestigung, dann auch Chorturm der angebauten ehemaligen Erasmuskapelle, um 1300, Dachstuhl bezeichnet „1836“ Anschließende Teile der ehemaligen Stadtmauer, 13./14. Jahrhundert | D-2-73-137-108 Wikidata | BW                                                    |
| Matthias-Kraus-Gasse 41 (Standort) | Reste der Stadtmauer                                                         | 13. Jahrhundert mit Stufenanlage, klassizistisch, 1852; mit Ausstattung | D-2-73-137-181 Wikidata | BW                                                    |
| Stadtgraben (Standort) | Anlage des Stadtgrabens (Befestigungsgraben der ehemaligen Stadtbefestigung) | | D-2-73-137-1 Wikidata   | BW                                                    |
| Stadtgrabengasse 1 (Standort) | Reste der Stadtmauer                                                         | 13. Jahrhundert | D-2-73-137-181 Wikidata | BW                                                    |
| Stadtknechtstraße (Standort) | Bürgerturm                                                                   | Eckturm der Stadtbefestigung, 13. Jahrhundert | D-2-73-137-181 Wikidata | BW                                                    |
| Wittelsbachergasse 2 (Standort) | Donautor, Torturm der Stadtbefestigung                                       | Mit Pyramidendach, breitgelagerter spitzbogiger Durchlass, zweite Hälfte 13. Jahrhundert, stadtseitig bezeichnet „1493“, Dach von 1809, feldseitig von Konsolen getragener Balkon, 19. Jahrhundert Anbau nach Osten, 18. Jahrhundert | D-2-73-137-125 Wikidata | weitere Bilder                                        |
| Wittelsbachergasse 4 (Standort) | Teile der Stadtmauer                                                         | 13. Jahrhundert | D-2-73-137-126 Wikidata | BW                                                    |
| Wittelsbachergasse 6 (Standort) | Teile der Stadtmauer                                                         | 13. Jahrhundert | D-2-73-137-181 Wikidata | BW                                                    |
| Wittelsbachergasse 8 (Standort) | Teile der Stadtmauer                                                         | 13. Jahrhundert | D-2-73-137-128 Wikidata | BW                                                    |
| Wittelsbachergasse 10 (Standort) | Teile der Stadtmauer                                                         | 13. Jahrhundert | D-2-73-137-181 Wikidata | BW                                                    |
| Wittelsbachergasse 12 (Standort) | Teile der Stadtmauer                                                         | 13. Jahrhundert | D-2-73-137-181 Wikidata | BW                                                    |
| Wittelsbachergasse 14 (Standort) | Teile der Stadtmauer                                                         | 13. Jahrhundert | D-2-73-137-131 Wikidata | BW                                                    |

## Baudenkmäler nach Ortsteilen

### Kelheim
| Lage                                                  | Objekt                                                                                     | Beschreibung | Akten-Nr.                | Bild |
| ----------------------------------------------------- | ------------------------------------------------------------------------------------------ | --- | ------------------------ | --- |
| Alter Markt 5 (Standort)                              | Wohnhaus                                                                                   | Zweigeschossiger Satteldachbau mit hohem Kniestock in Jura-Bauweise, 17. Jahrhundert | D-2-73-137-3 Wikidata    | Wohnhaus |
| Alter Markt 9 (Standort)                              | Wohnhaus                                                                                   | Zweigeschossiger Satteldachbau mit hohem Kniestock in Jura-Bauweise, 17. Jahrhundert | D-2-73-137-4 Wikidata    | BW |
| Alter Markt 14 (Standort)                             | Relief in Rundbogennische                                                                  | Mit Darstellung des heiligen Florian, im ersten Obergeschoss des 1981 rekonstruierten Jurahauses, wohl frühes 18. Jahrhundert | D-2-73-137-5 Wikidata    | Relief in Rundbogennische                                                                                        |
| Altmühlstraße 1 (Standort)                            | Evangelisch-lutherische Kirche St. Matthäus                                                | Saalkirche mit Satteldach und eingezogenem Chor, Fassade in Häuserflucht eingebunden, neugotisch, 1888 von Baumeister Dorner; mit Ausstattung | D-2-73-137-6 Wikidata    | weitere Bilder                                                                                                   |
| Altmühlstraße 8 (Standort)                            | Gasthof                                                                                    | Zweieinhalbgeschossiger breitgelagerter Satteldachbau in Jura-Bauweise mit Vorschussgiebel, 17. Jahrhundert | D-2-73-137-7 Wikidata    | weitere Bilder                                                                                                   |
| Altmühlstraße 10, 12 (Standort)                       | Bürgerhaus                                                                                 | Zweieinhalbgeschossiger breitgelagerter Satteldachbau in Jura-Bauweise mit Vorschussgiebel, 17./18. Jahrhundert | D-2-73-137-8 Wikidata    | Bürgerhaus |
| Am Kirchensteig 4 (Standort)                          | Ehemalige Franziskanerkirche, heute Orgelmuseum                                            | Flachgedeckter Saalbau mit Krüppelwalmdach, mit eingezogenem gewölbten Chor, spätgotisch, 1461–1506; mit Ausstattung | D-2-73-137-12 Wikidata   | weitere Bilder                                                                                                   |
| Am Kirchensteig 4 (Standort)                          | Ehemaliges Franziskanerkloster                                                             | Nördlich an die Franziskanerkirche anschließend, 1461 gegründet, im 18. Jahrhundert barockisiert, nach der Säkularisation 1802 Brauerei, zweigeschossiger Walmdachbau, Dreiflügelanlage um einen Kreuzgang, erhalten nur die gewölbten Erdgeschossräume im Westflügel (Stallgebäude) und Nordflügel Wirtschaftsgebäude mit Gewölben, 18. Jahrhundert Bruchsteinmauer                                                                         | D-2-73-137-78 Wikidata   | BW |
| Am Kirchensteig 6 (Standort)                          | Katholische Kirche St. Michael, ursprünglich Pfarrkirche von Kelheim                       | Saalkirche mit Satteldach und eingezogener halbrunder Chorapsis, schlanker Chorturm, romanisch, 12. Jahrhundert, Turmaufbau und Langhaus-Erweiterung 16./18. Jahrhundert, 1860 Erneuerung des Turmabschlusses mit Spitzhelm; mit Ausstattung | D-2-73-137-13 Wikidata   | weitere Bilder                                                                                                   |
| Am Kirchensteig 6 (Standort)                          | Treppenanlage bei der Michaelskirche                                                       | 17./18. Jahrhundert | D-2-73-137-15 Wikidata   | BW |
| Am Kirchensteig 7 (Standort)                          | Hausfigur, St. Michael mit Seelenwaage                                                     | Reste farbiger Fassung im Gewandbereich, in verglaster Rundbogennische, 18. Jahrhundert | D-2-73-137-14 Wikidata   | BW |
| Am Oberen Zweck 2 (Standort)                          | Gasthof                                                                                    | Breitgelagerte zweieinhalbgeschossige Anlage mit Krüppelwalmdach, 18. Jahrhundert, spätere Veränderungen; barocke Nischenfiguren St. Sebastian und St. Georg, frühes 18. Jahrhundert | D-2-73-137-16 Wikidata   | Gasthof |
| Am Oberen Zweck 30 (Standort)                         | Kleinhaus                                                                                  | Eingeschossiger Flachsatteldachbau in Jura-Bauweise, ehemals mit Kalkplattendach, bezeichnet „1710“ | D-2-73-137-18 Wikidata   | BW |
| Am Oberen Zweck 36, 38 (Standort)                     | Sölde, ehemaliges Leprosenhaus                                                             | Eingeschossiger Flachsatteldachbau mit Kalkplattendach, 18. Jahrhundert | D-2-73-137-19 Wikidata   | BW |
| Bahnhofstraße (Standort)                              | Denkmal für Matthias Kraus                                                                 | Grotten- und Brunnenanlage mit Inschrifttafel, 1905 | D-2-73-137-23 Wikidata   | Denkmal für Matthias Kraus                                                                                       |
| Benefiziatengasse 7 (Standort)                        | Ehemaliges Benefiziatenhaus                                                                | Zweigeschossiger Satteldachbau mit hohem Kniestock, in Jura-Bauweise mit Kalkplattendach, mit Dreiecksfenstererker, 17. Jahrhundert | D-2-73-137-27 Wikidata   | BW |
| Brunngasse 7 (Standort)                               | Bürgerhaus                                                                                 | Zweieinhalbgeschossiger Satteldachbau in Jura-Bauweise, erste Hälfte 19. Jahrhundert; mit Hofeinfahrt | D-2-73-137-29 Wikidata   | BW |
| Donaustraße 2 (Standort)                              | Bürgerhaus                                                                                 | Eckhaus, zweigeschossiger Satteldachbau mit Schweifgiebel, wohl 18. Jahrhundert, unter Verwendung älterer Teile, erneuert zweite Hälfte 19. Jahrhundert Kragstein an der Nordostecke bezeichnet „1575“ | D-2-73-137-31 Wikidata   | Bürgerhaus |
| Donaustraße 3 (Standort)                              | Bürgerhaus                                                                                 | Zweigeschossiger Satteldachbau mit Schweifgiebel, um 1800, Fassade Ende 19. Jahrhundert erneuert. Bauweise, 17. Jahrhundert, ehemalige Aufzugsluke im Giebel, Fenstergewände Ende 19. Jahrhundert | D-2-73-137-32 Wikidata   | Bürgerhaus |
| Donaustraße 5 (Standort)                              | Bürgerhaus                                                                                 | Breitgelagerter zweigeschossiger Satteldachbau in Jura-Bauweise, 17. Jahrhundert, ehemalige Aufzugsluke im Giebel, Fenstergewände Ende 19. Jahrhundert | D-2-73-137-33 Wikidata   | Bürgerhaus |
| Donaustraße 6 (Standort)                              | Bürgerhaus, ehemaliger Hirschenwirt                                                        | Breitgelagerter zweieinhalbgeschossiger Satteldachbau in Jura-Bauweise, Fassade zweite Hälfte 19. Jahrhundert, der Bau im Kern älter; im ersten Obergeschoss rundbogige Figurennische | D-2-73-137-34 Wikidata   | Bürgerhaus, ehemaliger Hirschenwirt                                                                              |
| Donaustraße 7 (Standort)                              | Bürgerhaus                                                                                 | Zweigeschossiger Satteldachbau mit Schweifgiebel, Anfang 17. Jahrhundert | D-2-73-137-35 Wikidata   | Bürgerhaus |
| Donaustraße 8 (Standort)                              | Bürgerhaus                                                                                 | Zweigeschossiger Satteldachbau in Jurabauweise mit Vorschussgiebel, 1476 (dendrochronologisch datiert), noch im Mittelalter und wohl im 18. Jahrhundert erweitert, Fassade erneuert | D-2-73-137-36 Wikidata   | BW |
| Donaustraße 16 (Standort)                             | Stadtapotheke                                                                              | 1620 erstmals als Apotheke erwähnt, zweigeschossiger Satteldachbau mit Wellengiebel und Konsolerker, 17. Jahrhundert, 1910 verändert Eingemauerter jüdischer Grabstein von 1249 | D-2-73-137-37 Wikidata   | Stadtapotheke |
| Donaustraße 22 (Standort)                             | Bürgerhaus, ehemaliges Wirtshaus                                                           | Zweieinhalbgeschossiger Satteldachbau mit steilem Treppengiebel, 17. Jahrhundert | D-2-73-137-39 Wikidata   | Bürgerhaus, ehemaliges Wirtshaus                                                                                 |
| Emil-Ott-Straße 1 (Standort)                          | Weißes Bräuhaus, ehemaliges Kurfürstlich-Bayerisches Brauamt                               | Langgestreckter zweigeschossiger traufständiger Trakt mit Walmdach, Dachfläche durch Zwischengiebel geteilt, 1607/08 und später Hochwassermarken mit Ereignissen von 1651 bis 1926 | D-2-73-137-41 Wikidata   | weitere Bilder                                                                                                   |
| Emil-Ott-Straße 3 (Standort)                          | Brauereigebäude                                                                            | Zweigeschossiger traufständiger Trakt mit Walmdach, an der Ostseite große Aufzugsgaube, 18. Jahrhundert Fragment eines monumentalen, ehemals von Löwen gehaltenen bayerischen Wappens, wohl 18. Jahrhundert Rundturm und Zwerchgiebel, baldachinartiger Eckerker, unregelmäßiges Natursteinmauerwerk, Deutsche Renaissance, 1902/03 Im Biergarten Denkmal zur Erinnerung an die Grundsteinlegung der Befreiungshalle                         | D-2-73-137-43 Wikidata   | weitere Bilder                                                                                                   |
| Emil-Ott-Straße 5 ()                                  | Gasthaus                                                                                   | dreigeschossiger Walmdachbau, zweiflügelig mit Rundturm und Zwerchgiebel, baldachinartiger Eckerker, unregelmäßiges Natursteinmauerwerk, Deutsche Renaissance, 1902/03; im Biergarten Denkmal zur Erinnerung an die Grundsteinlegung der Befreiungshalle | D-2-73-137-42            | |
| Emil-Ott-Straße 9 (Standort)                          | Ehemaliger Schlossstadel                                                                   | Stattlicher Steildachbau über Kreuzgratgewölben mit Pilastergliederung, bezeichnet „1650“; Ehemaliges Gesindehaus mit klassizistischer Straßenfassade, Mitte 19. Jahrhundert Hofmauer mit zwei Toreinfahrten, bezeichnet „16?6“ und „1670“ | D-2-73-137-45 Wikidata   | Ehemaliger Schlossstadel                                                                                         |
| Emil-Ott-Straße 12, 14 (Standort)                     | Bürgerhaus                                                                                 | Breitgelagerter eingeschossiger Bau mit Flachsatteldach, in Jura-Bauweise, 18./Anfang 19. Jahrhundert | D-2-73-137-46 Wikidata   | Bürgerhaus |
| Fischergasse 8 (Standort)                             | Wohnhaus                                                                                   | Erdgeschossiger Flachsatteldachbau in Jura-Bauweise, mit Segmentbogen-Fenstern, um die Mitte 19. Jahrhundert | D-2-73-137-49 Wikidata   | Wohnhaus |
| Fischergasse 15 (Standort)                            | Stadel, ehemaliges Fischerhaus                                                             | traufseitiger Massivbau mit Satteldach und Toreinfahrt, 1636/37 (dendrochronologisch datiert), Umbau zur Scheune 1834/35 (dendrochronologisch datiert) | D-2-73-137-198 Wikidata  | Stadel, ehemaliges Fischerhaus                                                                                   |
| Fischergasse 22 (Standort)                            | Stadel                                                                                     | Ende 18./Anfang 19. Jahrhundert | D-2-73-137-51 Wikidata   | Stadel |
| Fischergasse 30, 30 a, 32 (Standort)                  | Gasthaus zum Schwan                                                                        | zweigeschossiger und giebelständiger Satteldachbau mit mittiger Tordurchfahrt und Figurennische, 1719 (dendrochronologisch datiert), westlicher zweigeschossiger Anbau, 1796 (dendrochronologisch datiert), Wirtshausausleger, 19./20. Jh., rückwärtig erdgeschossiger Saalanbau mit Pultdach, 1920er Jahre; erdgeschossiges Rückgebäude mit Pultdach, 1920er Jahre; Mauer, Bruchstein, teilweise verputzt, mit Treppenaufgang, 1920er Jahre | D-2-73-137-201 Wikidata  | weitere Bilder                                                                                                   |
| Hafnergasse 11 (Standort)                             | Wohnhaus                                                                                   | Eineinhalbgeschossiger Flachsatteldachbau in Jura-Bauweise, mit Kalkplattendach, auffälliges Portal mit Werksteinrahmung, erste Hälfte 19. Jahrhundert | D-2-73-137-57 Wikidata   | BW |
| Hafnergasse 12 (Standort)                             | Wohnhaus                                                                                   | Eineinhalbgeschossiger Flachsatteldachbau in Jura-Bauweise mit Vorschussgiebel, wohl 18. Jahrhundert Am Haus Hochwassermarken des 18. Jahrhunderts | D-2-73-137-58 Wikidata   | BW |
| Hienheimer Straße 2 (Standort)                        | Wohnhaus                                                                                   | Zweigeschossiger Walmdachbau mit segmentbogigen Fensterabschlüssen, bezeichnet „1837“ | D-2-73-137-63 Wikidata   | BW |
| Hienheimer Straße 3, 11 (Standort)                    | Kanalhafen Kelheim                                                                         | Bestandteil des Ludwig-Donau-Main-Kanals; Hafenbecken, Kaimauern Quadermauerwerk aus Naturstein, 1836–45 von Heinrich von Pechmann; 1836–45. | D-2-73-137-69            | weitere Bilder                                                                                                   |
| Hienheimer Straße 3, 11 (Standort)                    | Eisenkran am Ostkai                                                                        | Eisenkran am Ostkai, mit Ausleger, auf gestuftem Steinpodest, 1846, Ausleger erneuert. | D-2-73-137-69 zugehörig  | weitere Bilder                                                                                                   |
| Hienheimer Straße 3, 11 (Standort)                    | Eisenkran am Westkai                                                                       | Mit Ausleger, bez. 1846 von W. Spaeth, Dutzendteich, Ausleger erneuert. | D-2-73-137-69 zugehörig  | weitere Bilder                                                                                                   |
| Hienheimer Straße 3, 11 (Standort)                    | Hafenwinde am Ostkai                                                                       | Eisen, auf gestuftem Steinpodest, 1836–45. | D-2-73-137-69 zugehörig  | weitere Bilder                                                                                                   |
| Hienheimer Straße 3, 11 (Standort)                    | Hafengehilfenhaus                                                                          | Eingeschossiges Kleinwohnhaus mit Satteldach, 1836–45. | D-2-73-137-69 zugehörig  | weitere Bilder                                                                                                   |
| Hienheimer Straße 3, 11 (Standort)                    | Güterschuppen                                                                              | Eingeschossiger Holzbau mit Flachsatteldach, 1836–45. | D-2-73-137-69 zugehörig  | weitere Bilder                                                                                                   |
| Hienheimer Straße 3, 11 (Standort)                    | Teilstück des Kanals                                                                       | 1836–45. | D-2-73-137-69 zugehörig  | weitere Bilder                                                                                                   |
| Hienheimer Straße 5 (Standort)                        | Abschnitt des Ludwig-Donau-Main-Kanals                                                     | Künstlich angelegte Wasserstraße zwischen Kelheim und Bamberg auf einer Länge von 173 km mit ehemals 100 Schleusen, zahlreichen wasser- und schifffahrtstechnischen Anlagen und Gebäuden zur Herstellung eines durchgehenden Wasserweges zwischen Nordsee und dem Schwarzen Meer, auf Veranlassung König Ludwigs I. von Bayern durch Heinrich Freiherr von Pechmann, 1836–45.                                                                | D-2-73-137-186           | weitere Bilder                                                                                                   |
| Hienheimer Straße 5 (Standort)                        | Ziehbrücke                                                                                 | Eisen, 1850. | D-2-73-137-186 zugehörig | weitere Bilder                                                                                                   |
| Hienheimer Straße 5 (Standort)                        | Schleuse 1                                                                                 | Bestandteil des Ludwig-Donau-Main-Kanals, Kammerschleuse aus Sandsteinquadern, Stemmtore aus Eichenholz, 1836–45, Heinrich von Pechmann. | D-2-73-137-187           | weitere Bilder                                                                                                   |
| Hienheimer Straße 5 (Standort)                        | Schleusenwärterhaus                                                                        | Eingeschossiger Sandsteinquaderbau mit flachem Walmdach und Eckrustizierung, Rundbogenstil, 1836–45. | D-2-73-137-187 zugehörig | weitere Bilder                                                                                                   |
| Hienheimer Straße 5 (Standort)                        | Schleusenkanal                                                                             | Böschung aus leicht geschrägtem Quadermauerwerk, 1836–45. | D-2-73-137-187 zugehörig | weitere Bilder                                                                                                   |
| Hienheimer Straße 14 (Standort)                       | Forstamt                                                                                   | Dreigeschossiger quaderförmiger Putzbau mit flachem Walmdach, spätklassizistisch, 1888 | D-2-73-137-64 Wikidata   | weitere Bilder                                                                                                   |
| Hohlweg (Standort)                                    | Friedhofskapelle St. Sebastian                                                             | Satteldachbau mit dreiseitigem Schluss und Giebelreiter, rosettengefasste Rundfenster, Frühbarock 1626; mit Ausstattung; neugotische Grabdenkmäler auf dem Friedhof, zweite Hälfte 19. Jahrhundert Friedhofsmauer, 17. Jahrhundert | D-2-73-137-72 Wikidata   | weitere Bilder                                                                                                   |
| Kanalstraße 3 (Standort)                              | Wohnhaus                                                                                   | Traufseitbau im Stil der Maximilianszeit mit Segmentbogenfenstern, Putzgliederungen und Scheitelzinnen, um 1860 | D-2-73-137-71 Wikidata   | weitere Bilder                                                                                                   |
| Kirchplatz 1 (Standort)                               | Katholische Pfarrkirche Mariä Himmelfahrt                                                  | Dreischiffiges basilikales Langhaus, um 1420, eingezogener fünfseitig geschlossener Chor, um 1460, Turm mit Spitzhelm, neugotisch, 1862/63 von Leonhard Schmidtner, Langhaus 1877 ff. erweitert; mit Ausstattung Neugotische Totenleuchte, 19. Jahrhundert, auf dem Kirchplatz Gedenkstein von 1599, im nördlichen Seitenschiff | D-2-73-137-74            | weitere Bilder                                                                                                   |
| Kleiberstraße 14, 16 (Standort)                       | Ehemalige Evangelische Lukaskirche                                                         | Rotunde mit Verkleidung aus grauem Jurabruchstein und Kegeldach ohne Überstand, daran anschließend erdgeschossiger Flachdachbau aus Beton, mit Pfarrwohnung und Gemeindesaal, integrierter Glockenträger, nach Plänen von Olaf Andreas Gulbransson, 1960–62 unter Leitung von Karl H. Schwabenbauer errichtet, Oktober 2016 entwidmet; mit Ausstattung; Garage mit Gartenzugang, gleichzeitig                                                | D-2-73-137-250           | BW |
| Klosterstraße 6 (Standort)                            | Amtsgericht                                                                                | Zweigeschossiger Walmdachbau mit übergiebelten Seitenrisaliten und mittlerem Zwerchhaus, Fassade mit Lisenengliederung, neubarock, 1900 | D-2-73-137-79 Wikidata   | Amtsgericht |
| Lederergasse 11 (Standort)                            | Ehemaliger herzoglicher Getreidekasten, seit 1981 Archäologisches Museum der Stadt Kelheim | Monumentaler Baukörper mit steilem Satteldach, unregelmäßiges Buckelquadermauerwerk, um 1480 | D-2-73-137-83 Wikidata   | weitere Bilder                                                                                                   |
| Lederergasse 36 (Standort)                            | Wohnhaus                                                                                   | Breitgelagerter zweigeschossiger Flachsatteldachbau in Jura-Bauweise, 17./18. Jahrhundert | D-2-73-137-86 Wikidata   | BW |
| Löwengrube 8 (Standort)                               | Wohnhaus                                                                                   | Zweigeschossiger traufständiger Steildachbau mit mittlerem Gesims, klassizistisch, bezeichnet „1843“ | D-2-73-137-87 Wikidata   | BW |
| Ludwigsplatz (Standort)                               | Denkmal für König Ludwig I                                                                 | Standfigur im Krönungsornat mit Bauplan der Befreiungshalle, auf Postament, Kelheimer Marmor, bezeichnet „1863“, Johann von Halbig | D-2-73-137-96 Wikidata   | weitere Bilder                                                                                                   |
| Ludwigsplatz (Standort)                               | Mariensäule                                                                                | Darstellung der Patrona Bavariae, Stein mit Vergoldung, auf ionischer Säule mit Postament, bezeichnet „1700“ | D-2-73-137-97 Wikidata   | weitere Bilder                                                                                                   |
| Ludwigsplatz 4 (Standort)                             | Bürgerhaus                                                                                 | Zweieinhalbgeschossiger Bau mit Flachsatteldach und Vorschussmauer, mit auffälliger Putzgliederung im Fensterbereich, Fassade 18. Jahrhundert, im Kern älter. 16./17. Jahrhundert Rückgebäude in Jura-Bauweise, mit Kalkplattendach, 17. Jahrhundert | D-2-73-137-88 Wikidata   | Bürgerhaus |
| Ludwigsplatz 5 (Standort)                             | Bürgerhaus                                                                                 | Zweieinhalbgeschossiger Satteldachbau mit Schweifgiebel, 16./17. Jahrhundert Rückgebäude in Jura-Bauweise, mit Kalkplattendach, 17. Jahrhundert | D-2-73-137-89 Wikidata   | weitere Bilder                                                                                                   |
| Ludwigsplatz 9 (Standort)                             | Bürgerhaus                                                                                 | Zweigeschossiger Satteldachbau in Jura-Bauweise, zweigeschossige Auslucht, Renaissanceportal, bezeichnet „1618“ | D-2-73-137-91 Wikidata   | Bürgerhaus |
| Ludwigsplatz 11 (Standort)                            | Bürgerhaus                                                                                 | Breitgelagerter zweieinhalbgeschossiger Satteldachbau in Jura-Bauweise, mit Kalkplattendach, im Kern 17./18. Jahrhundert | D-2-73-137-92 Wikidata   | Bürgerhaus |
| Ludwigsplatz 12 (Standort)                            | Stadel                                                                                     | eingeschossiger, dreizoniger Natursteinbau mit flach geneigtem Satteldach, 1724 (dendro.dat.) | D-2-73-137-247           | BW |
| Ludwigsplatz 14 (Standort)                            | Bürgerhaus                                                                                 | Zweigeschossiger Flachsatteldachbau, in Jura-Bauweise mit Vorschussgiebel, 18. Jahrhundert | D-2-73-137-93 Wikidata   | Bürgerhaus |
| Ludwigsplatz 15 (Standort)                            | Sogenanntes Altes Rathaus, jetzt Teil der Stadtverwaltung                                  | Zweigeschossiger Satteldachbau mit Fensterädikulen und Pilastrierungen, Schweifgiebel mit Volutenmotiven, Frühbarock, bezeichnet „1598“, in der zweiten Hälfte des 17. Jahrhunderts erneuert, 1912 umgestaltet | D-2-73-137-94 Wikidata   | weitere Bilder                                                                                                   |
| Ludwigsplatz 16 (Standort)                            | Rathaus, ehemalige Stadtschreiberei                                                        | Breitgelagerter zweigeschossiger Satteldachbau mit Wellengiebel, bezeichnet „1566“, Giebel erneuert 1912/13 und 1934 | D-2-73-137-95 Wikidata   | weitere Bilder                                                                                                   |
| Ludwigstraße 2 (Standort)                             | Evangelisch-lutherisches Gemeindezentrum                                                   | Eckhaus, zweigeschossiger Putzbau mit Walmdach und klassizistischer Gliederung, mit Zwerchhäusern, 19. Jahrhundert, im Kern älter, 1981 ff. umgebaut | D-2-73-137-98 Wikidata   | weitere Bilder                                                                                                   |
| Ludwigstraße 7 (Standort)                             | Bürgerhaus                                                                                 | Zweieinhalbgeschossiger Satteldachbau in Jura-Bauweise, mit eingeschossigem Konsolerker, im Kern 17. Jahrhundert | D-2-73-137-99 Wikidata   | BW |
| Ludwigstraße 8 (Standort)                             | Wappenstein Jakob Ihrler                                                                   | 19. Jahrhundert | D-2-73-137-100 Wikidata  | weitere Bilder                                                                                                   |
| Ludwigstraße 9 (Standort)                             | Bürgerhaus                                                                                 | Eineinhalbgeschossiger Flachsatteldachbau in Jura-Bauweise mit Vorschussgiebel, ehemals mit Kalkplattendach, 18. Jahrhundert Zugehöriges Rückgebäude, gleichzeitig. spitzbogiger Durchlass, gotisch, 13. Jahrhundert, Umbau im 19. Jahrhundert | D-2-73-137-101 Wikidata  | BW |
| Matthias-Kraus-Gasse 7 (Standort)                     | Wohn- und ehemaliges Badhaus                                                               | zweigeschossiger und giebelständiger Flachsatteldachbau in Jurabauweise, 1618 (dendrochronologisch datiert), Umbau 1779 (dendrochronologisch datiert), Teil der ehemaligen inneren Stadtmauer als rückwärtige Hauswand, 13./14. Jahrhundert | D-2-73-137-239 Wikidata  | Wohn- und ehemaliges Badhaus                                                                                     |
| Matthias-Kraus-Gasse 12 (Standort)                    | Wohnhaus                                                                                   | Erdgeschossig in Jura-Bauweise mit Kalkplattendach, mit Zwerchhaus und Putzstreifengliederung, erste Hälfte 19. Jahrhundert | D-2-73-137-104 Wikidata  | BW |
| Matthias-Kraus-Gasse 23 (Standort)                    | Inschrifttafel, am ehemaligen Geburtshaus von Matthias Kraus, gefallen 1706                | 19. Jahrhundert | D-2-73-137-105 Wikidata  | BW |
| Matthias-Kraus-Gasse 31 (Standort)                    | Wohnhaus                                                                                   | Erdgeschossig, in Jura-Bauweise mit Kalkplattendach, 18./Anfang 19. Jahrhundert | D-2-73-137-107 Wikidata  | BW |
| Matthias-Kraus-Gasse 37 (Standort)                    | Wohnhaus                                                                                   | Eineinhalbgeschossiger Flachsatteldachbau mit Kalkplattendach, Erdgeschoss aus Kalkbruchsteinmauerwerk, verputzt, an der Innentreppe bezeichnet „1881“ | D-2-73-137-109 Wikidata  | BW |
| Mautnerberg ()                                        | Felsenkapelle                                                                              | Kleiner Rundbau mit Kuppeldach, auf künstlichem Felsen mit Stufenanlage, klassizistisch, 1852; mit Ausstattung | D-2-73-137-28 Wikidata   | |
| Pfarrhofgasse 5 (Standort)                            | Pfarrhof                                                                                   | Zweigeschossiger Satteldachbau, Werksteinportal mit geohrter Rahmung, 18. Jahrhundert | D-2-73-137-113 Wikidata  | BW |
| Pfarrhofgasse 5 (Standort)                            | Zugehörige Gartenmauer                                                                     | Vormals mit Grabsteinen des 16. bis 19. Jahrhunderts besetzt | D-2-73-137-112 Wikidata  | BW |
| Riedenburger Straße (Standort)                        | Kriegerdenkmal                                                                             | Halbfigur Ecce homo in Arkade, barockisierender Unterbau, bezeichnet mit „1916“ | D-2-73-137-191           | BW |
| Riedenburger Straße 20 (Standort)                     | Ehemaliges Krankenhaus                                                                     | Langgestreckter Walmdachbau mit übergiebeltem Risalit, neuklassizistische Fassaden, bezeichnet „1892“ | D-2-73-137-114 Wikidata  | BW |
| Schloßweg (Standort)                                  | Wörthdenkmal, ehemaliger Grenzstein                                                        | Dreiseitige Kalksteinfiale mit Reliefs, auf dreiseitigem Sockel, bezeichnet „1607“ | D-2-73-137-24 Wikidata   | weitere Bilder                                                                                                   |
| Schloßweg (Standort)                                  | Denkmal für König Max II. als Großmeister des Ordens vom heiligen Georg                    | Auf Postament mit Stufen, Kelheimer Marmor, 1863 von Johann von Halbig | D-2-73-137-25 Wikidata   | weitere Bilder                                                                                                   |
| Schloßweg 3 (Standort)                                | Ehemaliges Herzogsschloss, später Landratsamt (bis 2016)                                   | Zweigeschossiger Bau mit Halbwalmdach, mit Gebäudeflügeln, Dach mit Schleppgauben, mächtige Strebepfeiler zur Flussseite, über mittelalterlichem Kern, 17./18. Jahrhundert Rest des mittelalterlichen Bergfriedes aus dem 12./13. Jahrhundert in den Neubau der 1960er Jahre einbezogen | D-2-73-137-116 Wikidata  | weitere Bilder                                                                                                   |
| Stadtknechtstraße 10 (Standort)                       | Bürgerhaus                                                                                 | Zweigeschossiger blockartiger Bau mit Walmdach, um 1850, 1894 in klassizistischen Formen aufgestockt | D-2-73-137-184 Wikidata  | BW |
| Stadtknechtstraße 17 (Standort)                       | Wohnhaus                                                                                   | Breitgelagerter zweigeschossiger Putzbau mit Krüppelwalmdach, drittes Viertel 19. Jahrhundert | D-2-73-137-123 Wikidata  | Wohnhaus |
| Weltenburger Straße 30 ()                             | Hölzlkapelle                                                                               | viersäuliger Monopteros mit Kuppeldach und Laterne, klassizistisch, 1822 | D-2-73-137-196           | |
| Wittelsbachergasse 4 (Standort)                       | Ehemaliges Handwerkerhaus                                                                  | Ein- bzw. zweigeschossiger traufständiger Bau mit vorspringendem Obergeschoss und Flachsatteldach, 17. Jahrhundert, später verändert | D-2-73-137-126 Wikidata  | weitere Bilder                                                                                                   |
| Wittelsbachergasse 6 (Standort)                       | Johannisspital                                                                             | An die Ottokapelle anschließender zweigeschossiger, traufständiger Trakt mit Steildach, auf mittelalterlicher Grundlage, 16./17. Jahrhundert In drei Rundbogennischen Apostelfiguren aus Holz, wohl frühes 18. Jahrhundert | D-2-73-137-128 Wikidata  | BW |
| Wittelsbachergasse 8 (Standort)                       | Katholische Spitalkirche St. Johannes, sogenannte Ottokapelle                              | Saalkirche mit Steildach, mit eingezogenem quadratischen Chor, Stufenportal, spätromanisch, wohl 1260, 1602 erneuert; mit Ausstattung Sühnekreuz, um 1600, mit älteren Teilen, vor der Kirche | D-2-73-137-128 Wikidata  | weitere Bilder                                                                                                   |
| Wittelsbachergasse 10 (Standort)                      | Flügel des Johannisspitals                                                                 | Zweigeschossiger traufständiger Flachsatteldachbau, an die Ottokapelle anschließend, 16./17. Jahrhundert, auf mittelalterlicher Grundlage, 1982 umgebaut | D-2-73-137-128 Wikidata  | BW |
| Wittelsbachergasse 14 (Standort)                      | Ehemaliges Eisenamtshaus                                                                   | Zweigeschossiger Bau mit Satteldach, bestehend aus älterem Ostflügel und später rechtwinklig angesetztem Südflügel mit zwei Stufengiebeln, erbaut 1790–93 und 1862/63 (dendrochronologisch datiert), im Keller Reste eines Salzstadels, Ende 15. Jahrhundert | D-2-73-137-131 Wikidata  | BW |
| Weltenburger Holz (am Weg nach Weltenburg) (Standort) | Wegkreuz                                                                                   | Schmiedeeisen mit vergoldeter Eisengussfigur, auf hohem Steinpfeiler mit Kapitell, bezeichnet mit „1854“ | D-2-73-137-124           | [[Vorlage:Bilderwunsch/code!/C:48.91183,11.86288!/D:Weltenburger Holz (am Weg nach Weltenburg), Wegkreuz!/\|BW]] |

### Affecking
| Lage                           | Objekt                                                                       | Beschreibung | Akten-Nr.               | Bild                                      |
| ------------------------------ | ---------------------------------------------------------------------------- | --- | ----------------------- | ----------------------------------------- |
| Burgstallgasse 1 (Standort)    | Katholische Kirche Heilig Kreuz, ehemalige Pfarrkirche jetzt Friedhofskirche | Flachgedeckter Saalbau mit eingezogenem, dreiseitig geschlossenem Chor, beiderseits Sakristeien, 1701; mit Ausstattung | D-2-73-137-132 Wikidata | weitere Bilder                            |
| Kornblumenstraße 65 (Standort) | Evangelisch-lutherische St.-Markus-Kirche                                    | Flachbau mit Zeltdach über viereckigem Grundriss, turmlos, offenes Geläute in der Südwand, wechselnde Verwendung von Beton, Kalksteinen und Ziegeln, 1961 von Olaf Andreas Gulbransson; mit Ausstattung | D-2-73-137-183 Wikidata | Evangelisch-lutherische St.-Markus-Kirche |
| Kreuzgasse 1 (Standort)        | Katholische Pfarrkirche Heilig Kreuz                                         | Saalkirche mit Satteldach, einseitig eingezogener Kastenchor mit Sakristei, gedrungene Türme mit Satteldächern, 1938/39 von Heinrich Hauberrisser; mit Ausstattung | D-2-73-137-134 Wikidata | weitere Bilder                            |
| Kreuzgasse 1, 3 ()             | Kriegerdenkmal für die Gefallenen beider Weltkriege                          | Denkmal für die Gefallenen des Ersten Weltkriegs, hochrechteckiger Quader mit Soldatenkopf und Adlerbekrönung, mit Inschriften, Muschelkalk, 1920er Jahre; Denkmal für die Gefallenen des Zweiten Weltkriegs, offene Halle mit Walmdach, bossiertes Quadermauerwerk, im Inneren Gedenktafeln und Skulptur des heiligen Michael, wohl 1950er Jahre | D-2-73-137-193          |                                           |

### Frauenhäusl
| Lage                     | Objekt                                                             | Beschreibung                                                                                         | Akten-Nr.               | Bild                                                               |
| ------------------------ | ------------------------------------------------------------------ | --- | ----------------------- | ------------------------------------------------------------------ |
| Frauenhäusl 1 (Standort) | Ehemaliger Jagdsitz, dann Niederlassung des Klosters Niedermünster | Zweigeschossiger Walmdachbau mit barocken Putzgliederungen, übergiebelte Auslucht, bezeichnet „1795“ | D-2-73-137-135 Wikidata | Ehemaliger Jagdsitz, dann Niederlassung des Klosters Niedermünster |

### Goldberg
| Lage                     | Objekt        | Beschreibung | Akten-Nr.              | Bild          |
| ------------------------ | ------------- | --- | ---------------------- | ------------- |
| Flur Goldberg (Standort) | Kalvarienberg | Hauptkapelle und 14 Kapellen mit Stationen, klassizistisch, 1824–32 Hauptkapelle mit Kreuzigungsgruppe, um 1750, 1824–1832 Erweiterung durch einen viersäuligen Portikus; mit Ausstattung Kapellen I–XIII Ädikulen mit rundbogigen Öffnungen, Kapelle XIV in Sandstein mit Plattenquaderung | D-2-73-137-62 Wikidata | Kalvarienberg |

### Gronsdorf
| Lage                    | Objekt                       | Beschreibung | Akten-Nr.               | Bild           |
| ----------------------- | ---------------------------- | --- | ----------------------- | -------------- |
| Mühlenweg 4 (Standort)  | Bauernhaus                   | Erdgeschossig, in Jura-Bauweise, mit Kalkplattendach, erste Hälfte 19. Jahrhundert | D-2-73-137-138 Wikidata | weitere Bilder |
| Mühlenweg 29 (Standort) | Katholische Kirche St. Georg | Saalkirche mit Steildach, eingezogener fünfseitig geschlossener Chor, zweite Hälfte 14. Jahrhundert; mit Ausstattung Ummauerung des Kirchhofs; kleine Kapelle mit Satteldach und segmentbogiger Öffnung, 18. Jahrhundert | D-2-73-137-140 Wikidata | weitere Bilder |

### Herrnsaal
| Lage                                                                                 | Objekt                          | Beschreibung | Akten-Nr.               | Bild                            |
| ------------------------------------------------------------------------------------ | ------------------------------- | --- | ----------------------- | ------------------------------- |
| Herrnsaaler Ring 34 (Standort)                                                       | Katholische Kirche St. Salvator | Saalkirche mit Satteldach, eingezogener Chor mit halbrunder Apsis, Turm mit Pilastergliederung und wuchtiger Zwiebelhaube, Chor 1722/23, Turm 1736/37, Langhaus 1880/82; mit Ausstattung | D-2-73-137-141 Wikidata | Katholische Kirche St. Salvator |
| Herrnsaaler Ring; Steinbruch; Ziegenweg, an der Straße nach Kelheimwinzer (Standort) | Säulenbildstock                 | Rechteckige Platte mit einschwingenden Ecken mit Darstellung des Gekreuzigten, auf Steinpfeiler, Mitte 17. Jahrhundert                                                                   | D-2-73-137-144 Wikidata | BW                              |
| Kühtriftfeld, an der Straße nach Kelheimwinzer (Standort)                            | Kapelle                         | Kleiner Satteldachbau mit dreiseitigem Abschluss, mit spitzbogigen Öffnungen und Dachreiter, 1894/95                                                                                     | D-2-73-137-143 Wikidata | Kapelle                         |
| an der Straße nach Kapfelberg. (Standort)                                            | Säulenbildstock                 | Bezeichnet „1860“ | D-2-73-137-145 Wikidata | BW                              |
| Stiftstraße 7 (Standort)                                                             | Gutshof                         | Vierseitanlage Zweigeschossiges Wohnhaus mit abgewalmtem Dach und barockem Türgewände, 18. Jahrhundert Wirtschaftsgebäude mit Walmdach, gleichzeitig Hofummauerung und Torbögen          | D-2-73-137-142 Wikidata | BW                              |

### Kapfelberg
| Lage                                       | Objekt                                       | Beschreibung | Akten-Nr.               | Bild                                         |
| ------------------------------------------ | -------------------------------------------- | --- | ----------------------- | -------------------------------------------- |
| Kreuzweg; Nähe Römerbruchstraße (Standort) | Kreuzweg                                     | Bildstock, mit Satteldach und segmentbogiger Öffnung, 18./19. Jahrhundert 14 Kreuzwegstationen mit Terrakottareliefs, Ädikulen mit kastenförmigen Bildöffnungen auf Pfeilern, bezeichnet „1904“                                                                                        | D-2-73-137-148 Wikidata | BW                                           |
| Marienplatz (Standort)                     | Mariensäule                                  | Darstellung der Immaculata, auf toskanischer Säule, darunter Postament, bezeichnet „1720“ | D-2-73-137-149 Wikidata | BW                                           |
| Marienplatz 4 (Standort)                   | Pfarrhof                                     | Zweigeschossiger Flachsatteldachbau mit Kniestock, ehemals mit Kalkplattendach, mit Figurennische über dem Portal, 18./19. Jahrhundert, bezeichnet „1746“ | D-2-73-137-150 Wikidata | BW                                           |
| Marienplatz 5 (Standort)                   | Katholische Pfarrkirche St. Maria Immaculata | Saalbau mit Satteldach, Chorturm über Kastenchor, Turm mit Spitzhelm, um 1600, im späten 17. Jahrhundert und im 18. Jahrhundert erweitert und barockisiert; mit Ausstattung Friedhofstor, barock                                                                                       | D-2-73-137-147 Wikidata | Katholische Pfarrkirche St. Maria Immaculata |
| Marienplatz 6 (Standort)                   | Altes Schulhaus, heute Pfarrheim             | Zweigeschossiger Satteldachbau, klassizistisches Portal mit abgefasten Ecken, Anfang 19. Jahrhundert, 1856 um das Obergeschoss erhöht | D-2-73-137-151 Wikidata | BW                                           |
| Marienplatz 7 (Standort)                   | Ehemaliges Schloss Kapfelberg                | Dreigeschossiger Steilgiebelbau mit Resten der ehemaligen Ecktürme, um 1700, 1912 verändert Wirtschaftshof, eingeschossiger Satteldachbau mit weitem Dachüberstand | D-2-73-137-152 Wikidata | BW                                           |
| Römerbruchstraße 11 (Standort)             | Ehemaliges Jagdhaus (Grenzental)             | zweigeschossiger Bau mit Mansardwalmdach und kräftigem Gesims, bezeichnet mit „1869“; angeschlossener dreiflügeliger Stallteil, wohl 19. Jahrhundert; vor dem Haus alter Steintreppen-Aufgang und Stützmauern; Bildstock, gusseisernes Kruzifix auf Steinsockel, bezeichnet mit „1870“ | D-2-73-137-153 Wikidata | BW                                           |

### Kelheimwinzer
| Lage                               | Objekt | Beschreibung | Akten-Nr.               | Bild           |
| ---------------------------------- | --- | --- | ----------------------- | -------------- |
| Kelheimwinzerstraße 288 (Standort) | Ausstattung der alten katholischen Pfarrkirche St. Jakob in der 1956/57 nach Plänen von Karl Wirthensohn errichteten neuen katholische Pfarrkirche St. Jakobus | | D-2-73-137-185 Wikidata | BW             |
| Pfarrer-Plaß-Weg 3 (Standort)      | Katholische Kirche St. Jakob | Saalkirche mit Satteldach, Kastenchor und Chorturm, im Kern wohl zweite Hälfte 13. Jahrhundert, Verbreiterung des Langhauses 1609, barocker Ausbau im 17./18. Jahrhundert; mit Teilen der Ausstattung Kapelle auf dem aufgelassenen Friedhof, mit spitzbogigem Portal, 1770. Zweigeschossiger Krüppelwalmbau mit Putzgliederungen und Wappentafel, bezeichnet „1785“ | D-2-73-137-154 Wikidata | weitere Bilder |
| Zum Altmühlspitz 5 (Standort)      | Ehemaliges Amtshaus des Klosters Niedermünster | Stattlicher zweigeschossiger Krüppelwalmbau mit Putzgliederungen und Wappentafel, bezeichnet „1785“ | D-2-73-137-155 Wikidata | BW             |

### Klösterl
| Lage                  | Objekt      | Beschreibung | Akten-Nr.               | Bild           |
| --------------------- | ----------- | --- | ----------------------- | -------------- |
| Klösterl 1 (Standort) | Einsiedelei | 1450 in der romantischen Donauschlucht gegründet Kapelle St. Nikolaus, steil aufragender, dreiseitig geschlossener Satteldachbau in gotisierenden Formen, 1603 neu erbaut; mit Ausstattung Südlich anschließend Felsenkapelle, durchfensterte Wand, die eine natürliche Felsenhöhle abschließt, bezeichnet „1457“; mit Ausstattung Angeschlossenes Haus mit Pultdach, an eine Felswand gelehnt, 17. Jahrhundert Zur Donau abschließende Hofmauer mit spitzbogigen Öffnungen, bezeichnet „1454“, darin integriert kleiner Turm, wohl 1603, der Unterbau wohl älter | D-2-73-137-156 Wikidata | weitere Bilder |

### Lindach
| Lage                                                   | Objekt                       | Beschreibung | Akten-Nr.               | Bild                         |
| ------------------------------------------------------ | ---------------------------- | --- | ----------------------- | ---------------------------- |
| Lindach 2, an der Straße nach Schultersdorf (Standort) | Bildstock                    | In Ädikulaform mit segmentbogiger Figurennische, bezeichnet „1870“ | D-2-73-137-159 Wikidata | BW                           |
| Lindach 10 (Standort)                                  | Katholische Kirche St. Vitus | Saalkirche mit Satteldach und eingezogenem, fünfseitig geschlossenem Chor, gotisch, erste Hälfte 14. Jahrhundert, Langhaus und Dachreiter barock, 18. Jahrhundert; mit Ausstattung Seelenkapelle, kleiner Satteldachbau mit leicht spitzbogigem Portal, 1731 Kirchhofummauerung, 16. Jahrhundert, mit spätgotischem Portal | D-2-73-137-157 Wikidata | Katholische Kirche St. Vitus |
| Lindach 12 (Standort)                                  | Gutshaus                     | Stattlicher zweigeschossiger Bau mit Krüppelwalmdach, Ladeluke an der östlichen Traufseite, bezeichnet „1790“ | D-2-73-137-158 Wikidata | Gutshaus                     |

### Lohstadt
| Lage                                                       | Objekt     | Beschreibung                                                                                      | Akten-Nr.               | Bild       |
| ---------------------------------------------------------- | ---------- | ------------------------------------------------------------------------------------------------- | ----------------------- | ---------- |
| Lohstraße 50, an der Straße nach Gundelshausen. (Standort) | Wegkapelle | Satteldachbau mit Figurennischen im Ostgiebel, mit hölzernem Dachreiter, 1921/22; mit Ausstattung | D-2-73-137-160 Wikidata | Wegkapelle |

### Michelsberg (Befreiungshalle)
| Lage                                                       | Objekt                                                                      | Beschreibung | Akten-Nr.               | Bild                                                                        |
| ---------------------------------------------------------- | --------------------------------------------------------------------------- | --- | ----------------------- | --------------------------------------------------------------------------- |
| Befreiungshallestraße 3 (Standort)                         | Verwaltungsbau, zur Befreiungshalle gehörig                                 | Zweigeschossiger quaderförmiger Walmdachbau mit Konsolgesims, klassizistisch, um 1850 | D-2-73-137-161 Wikidata | weitere Bilder                                                              |
| Befreiungshallestraße 11 (Standort)                        | Befreiungshalle                                                             | Monumentaler Rundbau mit flachem Kegeldach, äußere Gliederung durch Strebepfeiler im unteren Bereich, darüber Ringkolonnade, begonnen 1845–47 von Friedrich von Gärtner im Auftrag König Ludwigs I., vollendet 1845–63 durch Leo von Klenze, im Inneren Wandgliederung durch Nischen, darüber Empore mit umlaufender Säulengliederung, kassettierte Kuppel mit Opäum; mit Ausstattung Skulpturen von Ludwig von Schwanthaler, Max von Widmann, Johann von Halbig und anderen | D-2-73-137-162 Wikidata | weitere Bilder                                                              |
| bei der Befreiungshalle, am Fußweg nach Kelheim (Standort) | Kriegerdenkmal für die Gefallenen des Deutsch-Französischen Krieges 1870–71 | Sterbender römischer Krieger auf Postament, bezeichnet mit „1913“ | D-2-73-137-189          | Kriegerdenkmal für die Gefallenen des Deutsch-Französischen Krieges 1870–71 |

### Schlott
| Lage                                                                   | Objekt      | Beschreibung | Akten-Nr.               | Bild        |
| ---------------------------------------------------------------------- | ----------- | --- | ----------------------- | ----------- |
| Löwer (am Markstein) (Standort)                                        | Waldkapelle | kleiner Satteldachbau mit Dachreiter, dreiseitig geschlossen, Holzbohlenbauweise, um 1900                                              | D-2-73-137-165 Wikidata | BW          |
| Neuwiese (Standort)                                                    | Holzkapelle | Kleiner Satteldachbau mit spitzbogigen Öffnungen und Dachreiter, Holzbohlenbauweise, 1904 von Waldarbeitern errichtet; mit Ausstattung | D-2-73-137-164          | Holzkapelle |
| in Schlott, am Waldrand, ca. 100 Meter südlich des Hauses Schlott 1 () | Bildstock   | kastenförmig mit spitzbogiger Nische, darin Marienfigur aus Metall, auf hohem Steinsockel, 2. Hälfte 19. Jahrhundert                   | D-2-73-137-195          |             |

### Schwaben
| Lage                                                                       | Objekt                            | Beschreibung | Akten-Nr.               | Bild                              |
| -------------------------------------------------------------------------- | --------------------------------- | --- | ----------------------- | --------------------------------- |
| Gräbelwiesenbreite; Nähe Schwaben, an der östlichen Ortszufahrt (Standort) | Wegkreuz                          | Gusseisen mit gusseiserner Christusfigur, auf steinernem Sockel, 19. Jahrhundert | D-2-73-137-168 Wikidata | BW                                |
| Schwaben 1 (Standort)                                                      | Gasthaus                          | Zweigeschossiger Satteldachbau mit Putzstreifen und Sohlbankgesims, im Ostgiebel Figurennische, um 1900 | D-2-73-137-167 Wikidata | Gasthaus                          |
| Schwaben 7 (Standort)                                                      | Katholische Kirche St. Pankratius | Kleine Saalkirche mit Satteldach und dreiseitig geschlossenem Chor, schmächtiger Westturm mit Pyramidendach, 17./18. Jahrhundert; mit Ausstattung Friedhofsmauer aus Bruchsteinmauerwerk, im Bereich der angrenzenden Häuser verputzt | D-2-73-137-166 Wikidata | Katholische Kirche St. Pankratius |

### Staubing
| Lage                  | Objekt                         | Beschreibung | Akten-Nr.               | Bild                           |
| --------------------- | ------------------------------ | --- | ----------------------- | ------------------------------ |
| Ortsring 8 (Standort) | Katholische Kirche St. Stephan | Saalkirche mit kegelförmigen Dachabschlüssen, halbrund abschließender Baukörper mit üppig bewegten Fensterkonturen, Turm mit Pilastrierungen und glockenförmiger Haube, 1750/52 von Martin Bader, Turmuntergeschoss und Treppenturm mittelalterlich; mit Ausstattung Seelenkapelle, Rundbau mit Apsis und Kegeldach, 1750/52, wohl auf Resten eines romanischen Karners Kirchhofmauer, alter Teil, 18. Jahrhundert | D-2-73-137-169 Wikidata | Katholische Kirche St. Stephan |

### Stausacker
| Lage                            | Objekt                         | Beschreibung | Akten-Nr.               | Bild                           |
| ------------------------------- | ------------------------------ | --- | ----------------------- | ------------------------------ |
| Abt-Maurus-Straße 28 (Standort) | Katholische Kirche St. Andreas | Saalkirche mit halbrundem Schluss und Kegeldach, in Satteldach übergehend, Giebelreiter mit Zwiebelabschluss, 1728 über mittelalterlicher Grundlage erbaut; mit Ausstattung | D-2-73-137-170 Wikidata | Katholische Kirche St. Andreas |

### Thaldorf
| Lage                      | Objekt                                  | Beschreibung | Akten-Nr.               | Bild                                    |
| ------------------------- | --------------------------------------- | --- | ----------------------- | --------------------------------------- |
| Hauptstraße 11 (Standort) | Katholische Filialkirche Mariä Opferung | Saalkirche mit eingezogenem, fünfseitig geschlossenem Chor, neugotisch, 1876, Turm spätgotisch mit barockem Aufbau und eingeschnürter Zwiebelhaube, 17./18. Jahrhundert; mit Ausstattung Friedhofsmauer aus Bruchstein, wohl 17./18. Jahrhundert | D-2-73-137-171 Wikidata | Katholische Filialkirche Mariä Opferung |

### Unterwendling
| Lage                                       | Objekt                           | Beschreibung                                                                                             | Akten-Nr.               | Bild |
| ------------------------------------------ | -------------------------------- | --- | ----------------------- | ---- |
| Dorfstraße 5 (Standort)                    | Katholische Kirche St. Katharina | Saalkirche mit Satteldach, mit leicht eingezogenem, fünfseitig geschlossenem Chor, 1717; mit Ausstattung | D-2-73-137-173 Wikidata | BW   |
| Nähe Kapellenweg; Schulstraße 7 (Standort) | Wegkapelle                       | Kleiner Satteldachbau mit offener Pfeilerhalle, Mitte 19. Jahrhundert; mit Ausstattung                   | D-2-73-137-174 Wikidata | BW   |

### Weltenburg
| Lage                           | Objekt                                                     | Beschreibung | Akten-Nr.               | Bild           |
| ------------------------------ | ---------------------------------------------------------- | --- | ----------------------- | -------------- |
| Alte Dorfstraße 18 (Standort)  | Kleines Bauernhaus                                         | Erdgeschossig, mit Kalkplattendach, 18. Jahrhundert | D-2-73-137-175 Wikidata | BW             |
| Asamstraße 6 (Standort)        | Katholische Filialkirche St. Johann Baptist und Evangelist | Saalkirche mit Kastenchor und Chorturm, Turm mit Pilastergliederung und üppiger Zwiebelkuppel, 12. /13. Jahrhundert, barocker Ausbau 1718; mit Ausstattung | D-2-73-137-176 Wikidata | weitere Bilder |
| Asamstraße 32 (Standort)       | Benediktinerabtei Weltenburg                               | Begründet im 8. Jahrhundert, Klosteraufhebung 1803, Wiedereinrichtung 1842, barocker Neubau des Klosters ab 1714 unter Abt Maurus Bächl: Abteikirche St. Georg, ovale Anlage mit Schalenkuppel und Hausteinfassade, Fassade mit Kolossalpilastern und Tempelmotiv, 1716–18 von Cosmas Damian Asam, Fassade und Innausbauten bis 1736, Stuckierungen durch Egid Quirin Asam Turmuntergeschoss 1608, Aufbau 1763; mit Ausstattung Konventbau, drei an die Nordseite der Kirche anschließende dreigeschossige Trakte mit Walmdächern, 1714/16 Bräuhaus, vier dreigeschossige Trakte, südwestlich vor der Kirche den Klosterhof bildend, 1724/25 von Franz Beer (Trakt an der Donau), Bräuhaus von 1718/19, 1734 aufgestockt Figur des heiligen Johann von Nepomuk, 1729, am Klostereingang Sogenannte Stiftstreppe, Treppenanlage zur Frauenbergkapelle, 18. Jahrhundert Kreuzweg, 14 Kreuzwegstationen aus Kalkstein, wohl 18. Jahrhundert, Fußweg zur Frauenbergkapelle | D-2-73-137-177 Wikidata | weitere Bilder |
| Frauenbergstraße 29 (Standort) | Frauenbergkapelle                                          | Saalkirche mit kaum eingezogenem, korbbogig abgeschlossenem Chor, Flankenturm mit Glockenhaube, 1713/14, auf mittelalterlichem Unterbau; mit Ausstattung | D-2-73-137-178 Wikidata | weitere Bilder |
| Wörthstraße 9 (Standort)       | Kleines Bauernhaus                                         | Erdgeschossig mit flachem Satteldach, 19. Jahrhundert | D-2-73-137-179 Wikidata | BW             |

### Keinem Ortsteil zugeordnet
| Lage          | Objekt     | Beschreibung                                                                     | Akten-Nr.      | Bild |
| ------------- | ---------- | -------------------------------------------------------------------------------- | -------------- | ---- |
| Luchsgrund () | Steinkreuz | mit figürlicher Reliefdarstellung und Inschrift, Sandstein, bezeichnet mt „1700“ | D-2-73-137-255 |      |

## Ehemalige Baudenkmäler
In diesem Abschnitt sind Objekte aufgeführt, die früher einmal in der Denkmalliste eingetragen waren, jetzt aber nicht mehr. Objekte, die in anderem Zusammenhang – also z. B. als Teil eines Baudenkmals – weiter eingetragen sind, sollen hier nicht aufgeführt werden. Aktennummern in diesem Abschnitt sind ehemalige, jetzt nicht mehr gültige Aktennummern.

| Lage                                                                                                   | Objekt                                                  | Beschreibung                                                                                                 | Akten-Nr.               | Bild       |
| --- | ------------------------------------------------------- | --- | ----------------------- | ---------- |
| Kelheim Altmühlstraße 22 (Standort)                                                                    | Ehemalige Gastwirtschaft Zum Stern                      | Zweigeschossiger Flachsatteldachbau mit Kniestock und Vorschussgiebel, 17./18. Jahrhundert                   | D-2-73-137-10 Wikidata  | BW         |
| Kelheim Donaustraße 20 (Standort)                                                                      | Bürgerhaus                                              | Breitgelagerter zweigeschossiger Satteldachbau mit profilierten Fenstergewänden, im Kern 17./18. Jahrhundert | D-2-73-137-38 Wikidata  | Bürgerhaus |
| Kelheim Emil-Ott-Straße 16 (Standort)                                                                  | Wohnhaus                                                | Zweigeschossiger traufständiger Bau mit Flachsatteldach, in Jura-Bauweise, 18./Anfang 19. Jahrhundert        | D-2-73-137-47 Wikidata  | Wohnhaus   |
| Kelheim Emil-Ott-Straße 18 (Standort)                                                                  | Wohnhaus, ehemaliger Sitz eines Huf- und Waffenschmieds | Zweigeschossiger traufständiger Bau mit Flachsatteldach, in Jura-Bauweise, 18./19. Jahrhundert               | D-2-73-137-48 Wikidata  | BW         |
| Kelheim Fischergasse 13 (Standort)                                                                     | Kalksteinportal                                         | Bezeichnet „1827“, unprofilierte Quaderrahmung mit Oberlicht                                                 | D-2-73-137-50 Wikidata  | BW         |
| Kelheim Hienheimer Straße, im Schottenholz (Standort)                                                  | Grenzstein, sogenanntes Schottenkreuz                   | Um 1630 | D-2-73-137-65 Wikidata  | BW         |
| Kelheim Holzgasse ()                                                                                   | Ehemaliges Bauernhaus                                   | Erdgeschossig in Jura-Bauweise mit Kalkplattendach, 19. Jahrhundert                                          | D-2-73-137-66           |            |
| Kelheim Lederergasse 2 d (Standort)                                                                    | Wappenstein                                             | Ehemals am Bräuhaus, bezeichnet „1737“; in Neubau eingelassen                                                | D-2-73-137-80 Wikidata  | BW         |
| Kelheim Ludwigsplatz 6 (Standort)                                                                      | Konsolerker                                             | Eingeschossig mit Satteldach, bezeichnet „1558“                                                              | D-2-73-137-90 Wikidata  | BW         |
| Kelheim Stadtgrabengasse 14 (Standort)                                                                 | Kleinhaus                                               | Erdgeschossig, in Jura-Bauweise mit Kalkplattendach, 17. Jahrhundert                                         | D-2-73-137-119 Wikidata | BW         |
| Michelsberg (Befreiungshalle) Befreiungshallestraße 5, im Wald westlich der Befreiungshalle (Standort) | Steinkreuz                                              | Frühbarocker Typ mit Kruzifixrelief, 16./17. Jahrhundert                                                     | D-2-73-137-163 Wikidata | BW         |

## Abgegangene Baudenkmäler
In diesem Abschnitt sind Objekte aufgeführt, die früher einmal in der Denkmalliste eingetragen waren, jetzt aber nicht mehr existieren, z. B. weil sie abgebrochen wurden. Aktennummern in diesem Abschnitt sind ehemalige, jetzt nicht mehr gültige Aktennummern.

| Lage                               | Objekt                | Beschreibung                                                                                       | Akten-Nr.               | Bild |
| ---------------------------------- | --------------------- | -------------------------------------------------------------------------------------------------- | ----------------------- | ---- |
| Kelheim Brunngasse 11 (Standort)   | Bürgerhaus            | Zweieinhalbgeschossiger Satteldachbau mit Kniestock, in Jura-Bauweise, im Kern 17./18. Jahrhundert | D-2-73-137-30 Wikidata  | BW   |
| Kelheim Holzgasse 8 (Standort)     | Ehemaliges Bauernhaus | Erdgeschossig in Jura-Bauweise mit Kalkplattendach, 19. Jahrhundert                                | D-2-73-137-67 Wikidata  | BW   |
| Kelheim Lederergasse 17 (Standort) | Wohnhaus              | Kleiner zweigeschossiger Satteldachbau mit Auslucht, 17./18. Jahrhundert                           | D-2-73-137-85 Wikidata  | BW   |
| Affecking Feuergasse 8 (Standort)  | Bauernhaus            | Erdgeschossig, in Jura-Bauweise, wohl Anfang 19. Jahrhundert                                       | D-2-73-137-133 Wikidata | BW   |